# Tracks and Traces
Tracks and Traces — спільний альбом німецького kosmische-супергурту Harmonia (за участю гітариста Neu! Міхаеля Ротера та учасників Cluster Ганса-Йоахіма Роделіуса і Дітера Моебіуса) і британського музиканта Браяна Іно, спочатку записаний як Harmonia 76. Іно приєднався до гурту на студії Harmonia у Форсті, Німеччина, під час запису у вересні 1976 року.
Результати залишалися невиданими до листопада 1997 року, коли вони були зібрані американським лейблом Rykodisc (спочатку в Німеччині лейблом S3, ремастеринг здійснили Ерік Шпіцер-Марлін та Отмар Айхінгер). 2009 року вийшло перевидання з додатковими треками та альтернативним оформленням, цього разу під ім'ям Harmonia & Eno '76.

## Передумови і реліз
Почувши Harmonia на початку 1970-х, Іно проголосив їх «найважливішим гуртом у світі». Зрештою він приєднався до Harmonia на сцені в 1974 році в The Fabrik у Гамбурзі і пообіцяв приєднатися до них на їхній студії звукозапису у Форсті, щоб записати з ними альбом. Після того, як Harmonia фактично розпалася, вони ненадовго возз'єдналися, щоб попрацювати з Іно на своїй студії у 1976 році. Іно приєднався до сесій на одинадцять днів, незадовго до того, як поїхав працювати з Девідом Бові над його берлінськими альбомами.
У 1990-х роках Роделіус отримав від Іно записи сесій і переробив їх для релізу 1997 року. Він також переробив два музичні твори, які були створені на самому початку співпраці/дружби Harmonia з Браяном Іно, але так і не були завершені. Дві пісні під назвами «Captured By Letters» та «Long Run» були змінені та визначені Роделіусом для використання у двох театральних п'єсах. Пісні були випущені на його альбомі 1994 року Theatreworks.

### Перевидання 2009 року
Tracks and Traces був ремастирований і перевиданий у 2009 році лейблом Grönland Records. Новий реліз містив три додаткові записи з сесій, взяті з власних касет Ротера, які були непридатні для видання, доки цифрові технології не дозволили очистити касетні записи. Реліз також отримав нову обкладинку. Альбом вийшов під ім'ям Harmonia & Eno '76. Також було випущено 12" реміксів, до яких увійшли «Sometimes in Autumn» та «By The Riverside», перероблені продюсерами Shackleton та Appleblim/Komonazmuk. У 2009 році вийшов повний альбом реміксів.

## Відгуки
Нед Раггетт, оглядач Allmusic, описує Іно як «фактор дикої карти, який виявився ідеальним доповненням», додаючи: «Якщо тут менше блискучої глазурі ранніх альбомів Harmonia, то дослідження в області ембієнтного звуку і таємничих і каламутних текстур роблять обмін більш ніж справедливим». Тодд Л. Бернс з Resident Advisor зазначив: «Більша частина цього альбому ідилічна, і більша частина надзвичайно випереджає свій час», описуючи альбом як «звучання чотирьох легенд на їхньому мистецькому піку, що знаходять нові форми вираження, нарешті представлені належним чином».

## Трек-лист
Музика написана, виконана та спродюсувана Браяном Іно, Гансом-Йоахімом Роделіусом, Міхаелем Ротером та Дітером Моебіусом. Вокал і слова пісні «Luneburg Heath» належать Браяну Іно.

### Реліз 1997 (Rykodisc/S3)
| #  | Назва                 | Тривалість |
| -- | --------------------- | ---------- |
| 1. | «Vamos Companeros»    | 4:32       |
| 2. | «By the Riverside»    | 9:31       |
| 3. | «Luneburg Heath»      | 4:53       |
| 4. | «Sometimes in Autumn» | 15:49      |
| 5. | «Weird Dream»         | 6:39       |
| 6. | «Almost»              | 5:28       |
| 7. | «Les Demoiselles»     | 3:59       |
| 8. | «When Shade Was Born» | 1:30       |
| 9. | «Trace»               | 1:31       |

### Перевидання 2009 (Grönland Records)
| #   | Назва                 | Тривалість |
| --- | --------------------- | ---------- |
| 1.  | «Welcome»             | 3:01       |
| 2.  | «Atmosphere»          | 3:24       |
| 3.  | «Vamos Companeros»    | 4:32       |
| 4.  | «By the Riverside»    | 9:31       |
| 5.  | «Luneburg Heath»      | 4:53       |
| 6.  | «Sometimes in Autumn» | 15:49      |
| 7.  | «Weird Dream»         | 6:39       |
| 8.  | «Almost»              | 5:28       |
| 9.  | «Les Demoiselles»     | 3:59       |
| 10. | «When Shade Was Born» | 1:30       |
| 11. | «Trace»               | 1:31       |
| 12. | «Aubade»              | 3:33       |

### 2010Tracks and Traces Remixed(Grönland Records)
| #  | Назва                                             | Тривалість |
| -- | ------------------------------------------------- | ---------- |
| 1. | «By the Riverside» (Appleblim & Komonazmuk Remix) | 7:49       |
| 2. | «Luneburg Heath» (The Field Remix)                | 10:23      |
| 3. | «Sometimes in Autumn» (Shackleton Remix)          | 10:23      |
| 4. | «Almost» (Burger/Voigt Remix)                     | 7:26       |
| 5. | «Vamos Companeros» (Modularsystem Remix)          | 5:14       |
| 6. | «Sometimes In Autumn» (MITMIX)                    | 8:23       |

## Персоналії
- Міхаель Ротер — гітара, клавішні, драм-машина
- Дітер Моебіус — синтезатор, міні-арфа
- Ганс-Йоахім Роделіус — клавішні
- Браян Іно — синтезатор, бас, вокал, тексти